# Tomos (Église orthodoxe)

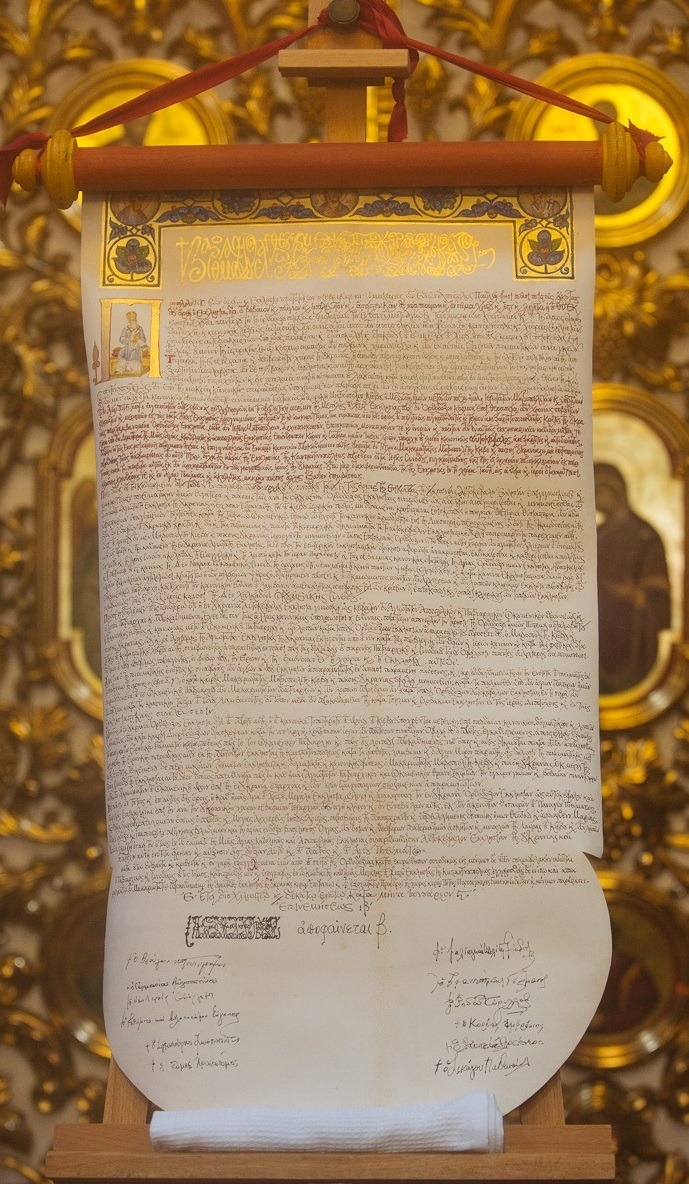
Tomos d'autocéphalie de l'Église orthodoxe d'Ukraine, signé par le patriarche œcuménique Bartholomée Ier le 5 janvier 2019.

Un tomos (en grec : τόμος) dans l'Église orthodoxe est un décret du Primat d'une Église orthodoxe particulière sur certaines questions (telles que le niveau de dépendance d'une église par rapport à son Église Mère). 
Tomos est un mot grec qui peut être traduit littéralement par "une section". Dans le sens plus précis de la terminologie utilisée par l'Église orthodoxe, un Tomos est un rouleau ou un petit ouvrage avec un but très précis ; il codifie une décision du Saint Synode ou d'un Concile d'évêques orthodoxes. La traduction du mot tomos en anglais est document.